# 基恩氏瓊脂鯉
基恩氏瓊脂鯉，為輻鰭魚綱脂鯉目脂鯉亞目脂鯉科的其中一個種，為熱帶淡水魚，分布於南美洲法屬圭亞那淡水流域，體長可達10公分，棲息在沙底質水域，生活習性不明。

## 扩展阅读
- 維基物種上的相關：基恩氏瓊脂鯉